# Ernestina Edem Appiah
Ernestina Edem Appiah (1977) es una emprendedora social ghanesa. Fundó el Ghana Code Club, un programa extraescolar para enseñar al alumnado a escribir programas de ordenador. En 2015 fue incluida en la lista de las 100 mujeres más inspiradoras de la BBC.

## Trayectoria
Ernestina Edem Appiah nació en 1977. Fundó el Ghana Code Club, una empresa social no gubernamental para formar en la infancia en programación trabajando junto con el profesorado de tecnología de la información y las comunicaciones.
Fundó su primera ONG en 2007, Healthy Career Initiative, como medio para compartir y orientar a las niñas en las TIC. Esto estableció las bases del Ghana Code Club, fundado ese mismo año.

## Reconocimientos
Fue seleccionada entre la lista de las mujeres más inspiradoras de la British Broadcasting Corporation en 2015, siendo la única mujer ghanesa que figuraba en la lista ese año.
En 2022, formó parte de la lista 100 Most Impactful Change Makers (Los 100 agentes del cambio más influyentes, en español) desarrollada por Humanitarian Awards Global, para reconocer a personas ganhesas que han sido influyentes a lo largo del año.